# Koekemakrank
De K(r)oekemakrank (Gethyllis afra) is een plant uit de narcisfamilie (Amaryllidaceae) die van nature voorkomt in het westen van Zuid-Afrika. De plant is endemisch in de provincie West-Kaap van Zuid-Afrika en staat op de Zuid-Afrikaanse Rode Lijst als van minste zorg (LC)
Het plantje is een bolgewas en verraadt zijn aanwezigheid in de zomer, rond Kerstmis, door alleen een bloem boven de grond te laten komen die vervolgens weer verwelkt en verdwijnt. Het ovarium bevindt zich ondergronds en blijft daardoor koel. Pas nadat er in de herfst wat regen gevallen is, komen er krullende bladeren op, samen met een vrucht die wel wat op een klein banaantje lijkt. De plant wordt niet veel hoger dan 10–15 cm. Het vruchtje is eetbaar.
Het werd al gegeten door de Khoi die de West-Kaap bewoonden vóór de komst van de Hollanders van de VOC. Ook de laatsten wisten de vrucht op prijs te stellen en gebruikten hem onder andere om er een brandewijn mee te maken die goed voor de maag zou zijn geweest.
De oorsprong van de naam is niet goed bekend, maar is waarschijnlijk uit een Khoisantaal afkomstig.